# Grammy Awards 1994
La 36ª edizione dei Grammy Awards si è svolta il 1º marzo 1994 presso la Radio City Music Hall di New York.
L'artista trionfatore della serata è stata Whitney Houston con tre premi.

## Vincitori e candidati

### Categorie principali

#### Registrazione dell'anno
- I Will Always Love You - Whitney Houston; David Foster (produttore)
- A Whole New World - Peabo Bryson e Regina Belle; Walter Afanasieff (produttore)
- The River of Dreams - Billy Joel; Joe Nicolo & Danny Kortchmar (produttori)
- If I Ever Lose My Faith in You - Sting; Sting & Hugh Padgham (produttori)
- Harvest Moon - Neil Young; Neil Young & Ben Keith (produttori)

#### Canzone dell'anno
- A Whole New World, scritta da Alan Menken e Tim Rice, cantata da Peabo Bryson e Regina Belle
- The River of Dreams, scritta e cantata da Billy Joel
- I'd Do Anything for Love (But I Won't Do That), scritta da Jim Steinman, cantata da Meat Loaf
- If I Ever Lose My Faith in You, scritta e cantata da Sting
- Harvest Moon, scritta e cantata da Neil Young

#### Miglior artista esordiente
- Toni Braxton
- Blind Melon
- SWV
- Digable Planets
- Belly

#### Album dell'anno
- The Bodyguard: Original Soundtrack Album - Whitney Houston
- Automatic for the People - R.E.M.
- Kamakiriad - Donald Fagen
- River of Dreams - Billy Joel
- Ten Summoner's Tales - Sting

### Pop

#### Miglior interpretazione pop vocale femminile
- Whitney Houston - I Will Always Love You
- Mariah Carey - Dreamlover
- Shawn Colvin - I Don't Know Why
- k.d. lang - Miss Chatelaine
- Tina Turner - I Don't Wanna Fight

#### Miglior interpretazione pop vocale maschile
- Sting - If I Ever Lose My Faith in You
- Boy George - The Crying Game
- Billy Joel - The River of Dreams
- Aaron Neville - Don't Take Away My Heaven
- Rod Stewart - Have I Told You Lately

#### Miglior interpretazione pop vocale di un gruppo/duo
- A Whole New World - Peabo Bryson & Regina Belle

### Rap

#### Miglior interpretazione rap solista
- Dr. Dre - Let Me Ride
- Paperboy – Ditty
- Sir Mix-a-Lot – Just Da Pimpin' In Me
- MC Lyte – Ruffneck
- LL Cool J – Stand by Your Man

### Rock

#### Miglior canzone rock
- Runaway Train, scritta da Dave Pirner, cantata da Soul Asylum
- Cryin', scritta da Steven Tyler, Joe Perry e Taylor Rhodes, cantata da Aerosmith
- Livin' on the Edge, scritta da Tyler Perry e Mark Hudson, cantata da Aerosmith
- Are You Gonna Go My Way, scritta da Lenny Kravitz e Craig Ross, cantata da Lenny Kravitz
- I'd Do Anything for Love (But I Won't Do That), scritta da Jim Steinman, cantata da Meat Loaf

#### Miglior interpretazione metal vocale
- Ozzy Osbourne - I Don't Want to Change the World
- Iron Maiden – Fear of the Dark (live)
- Megadeth – Angry Again
- Suicidal Tendencies – Institutionalized
- White Zombie – Thunder Kiss '65

#### Miglior interpretazione vocale rock solista
- Meat Loaf - I'd Do Anything for Love (But I Won't Do That)
- Bob Dylan – All Along the Watchtower
- Peter Gabriel – Steam
- Lenny Kravitz – Are You Gonna Go My Way
- Sting – Demolition Man

#### Miglior interpretazione rock di un duo o un gruppo
- Aerosmith - Livin' on the Edge
- Blind Melon – No Rain
- Bob Dylan, Roger McGuinn, Tom Petty, Neil Young, Eric Clapton e George Harrison – My Back Pages
- Soul Asylum – Runaway Train
- Spin Doctors – Two Princes

#### Miglior interpretazione hard rock
- Stone Temple Pilots - Plush
- AC/DC – Highway to Hell (live)
- Living Colour – Leave It Alone
- Robert Plant – Calling to You
- The Smashing Pumpkins – Cherub Rock

### Alternative

#### Miglior interpretazione di musica alternativa
- U2 - Zooropa
- Belly – Star
- Nirvana – In Utero
- R.E.M. – Automatic for the People
- The Smashing Pumpkins – Siamese Dream

### Reggae

#### Miglior album reggae
- Bad Boys - Inner Circle
- Mystical Truth - Black Uhuru
- The World Should Know - Burning Spear
- Fe Real - Maxi Priest
- Joy and Blues - Ziggy Marley and the Melody Makers

### R&B

#### Miglior canzone R&B
- That's the Way Love Goes, scritta da Janet Jackson, Jimmy Jam e Terry Lewis, eseguita da Janet Jackson
- Can We Talk, scritta da Babyface e Daryl Simmons, eseguita da Tevin Campbell
- Little Miracles (Happen Every Day), scritta da Luther Vandross e Marcus Miller, eseguita da Luther Vandross
- Heaven Knows, scritta da Luther Vandross e Reed Vertelney, eseguita da Luther Vandross
- Anniversary, scritta da Raphael Wiggins e Carl Wheeler, eseguita da Tony! Toni! Toné!

### Country

#### Miglior canzone country
- Passionate Kisses (Lucinda Williams) - Mary Chapin Carpenter

### New age

#### Miglior album new age
- Spanish Angel - Paul Winter Consort
- Banba - Clannad
- The Hours Between Night and Day - Ottmar Liebert e Luna Negra
- 220 Volt Live - Tangerine Dream
- In My Time - Yanni

### Produzione

#### Produttore dell'anno, non classico
- David Foster
- Walter Afanasieff
- Tony Brown
- Bruce Fairbairn
- Jimmy Jam & Terry Lewis
- Hugh Padgham

### Videoclip

#### Miglior videoclip
- Steam - Peter Gabriel; Stephen R. Johnson (regista); Prudence Fenton (produttore)
- Human Behaviour Björk
- Beautiful Girl INXS
- Everybody Hurts - R.E.M.
- Runaway Train - Soul Asylum

## Categorie speciali

### Grammy Legend Award
- Curtis Mayfield
- Frank Sinatra

### MusiCares Person of the Year
- Gloria Estefan